# Фессалия и Центральная Греция
Фесса́лия и Центра́льная Гре́ция (греч. Αποκεντρωμένη Διοίκηση Θεσσαλίας — Στερεάς Ελλάδας) — одна из семи децентрализованных администраций Греции, состоящая из периферий Фессалия и Центральная Греция.
Центром администрации является город Лариса. Генеральный секретарь администрации — Николаос Диторас (Νικόλαος Ντίτορας).
Децентрализованная администрация была создана в 2011 году в рамках масштабной административной реформы, называемой Программа Калликратиса (Закон 3852/2010).

## Характеристики
Децентрализованная администрация Фессалии и Центральной Греции занимает площадь 29 585,957 квадратных километров и имеет население 1 280 152 жителей по переписи 2011 года. Плотность 43,27 человек на квадратный километр. Согласно европейской номенклатуре территориальных единиц для целей статистики, децентрализованная администрация Фессалии и Центральной Греции вместе с тремя перифериями децентрализованной администрации Пелопоннеса, Западной Греции и Ионических островов образует регион EL6 (Центральная Греция) в номенклатуре территориальных единиц для целей статистики.

## Генеральный секретарь
Децентрализованная администрация возглавляется генеральным секретарем (греч. Γενικός Γραμματέας), который назначается или освобождается от должности решением Кабинета министров по просьбе министра внутренних дел Греции. После победы партии Сириза на выборах в январе 2015 года новый министр внутренних дел Никос Вуцис заявил, что децентрализованные администрации будут упразднены, а их полномочия переданы перифериям. С того момента, как генеральный секретарь децентрализованной администрации, назначенный предыдущим кабинетом министров, ушёл в отставку, а именно 2 февраля 2015 года, и до момента, пока реформа по упразднению децентрализованных администраций не будет проведена, полномочия генерального секретаря переложены на исполняющего обязанности генерального секретаря. 26 мая 2017 года на должность генерального секретаря назначен Николаос Диторас (Νικόλαος Ντίτορας).